# Fuselage intégré
Pour les articles homonymes, voir BWB (homonymie).

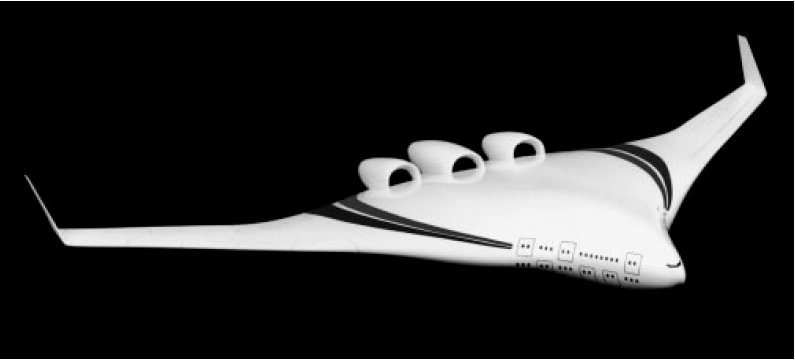
Simulation du modèle NASA BWB.

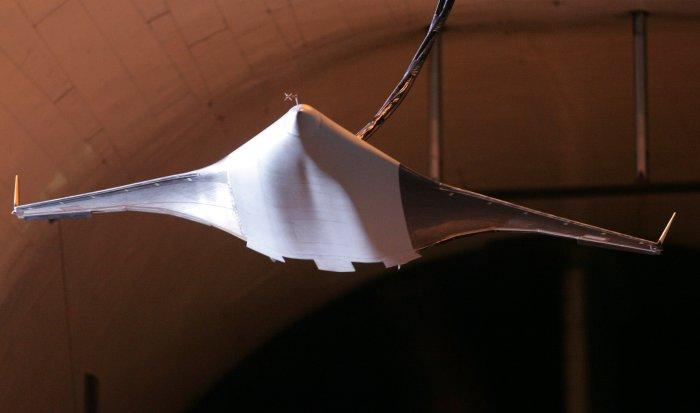
Prototype de la NASA d'avion à fuselage intégré.

Le fuselage intégré (en anglais : Blended Wing Body ou BWB) est une cellule d'avion qui intègre les caractéristiques des fuselages classiques (configuration Tube And Wing ou TAW) et des ailes volantes dans une configuration hybride.

## Vue d'ensemble
Dans l'aile volante classique, il n'y a pas de fuselage distinct de l'aile, qui reste assez mince.
Dans le concept de fuselage intégré, le fuselage de dimension classique (ou avec une hauteur un peu réduite) s'intègre complètement dans l'aile qui est, de ce fait, épaisse.
Un précurseur fut l'avion allemand Junkers G 38 qui fit son premier vol en 1929. Il transportait 6 passagers dans des sièges installés dans chacune des ailes de deux mètres de haut et 22 passagers dans le fuselage. Soit un total de 34. En comparaison, l'avion contemporain classique Ford Trimotor ne transportait que 9 passagers.
Dans une certaine mesure, le bombardier furtif B-2 Spirit présente une configuration intermédiaire entre l'aile volante classique et le fuselage intégré en raison de la hauteur importante de la cellule par rapport à son envergure.
À l'heure actuelle, la NASA et Boeing testent le concept avec l'avion expérimental Boeing X-48.
La NASA développe un prototype téléguidé de dimension réduite (6,4 m d'envergure). L'objectif est d'étudier les capacités d'emport, les caractéristiques de décrochage et la stabilité de l'avion.

## Évolution des configurations

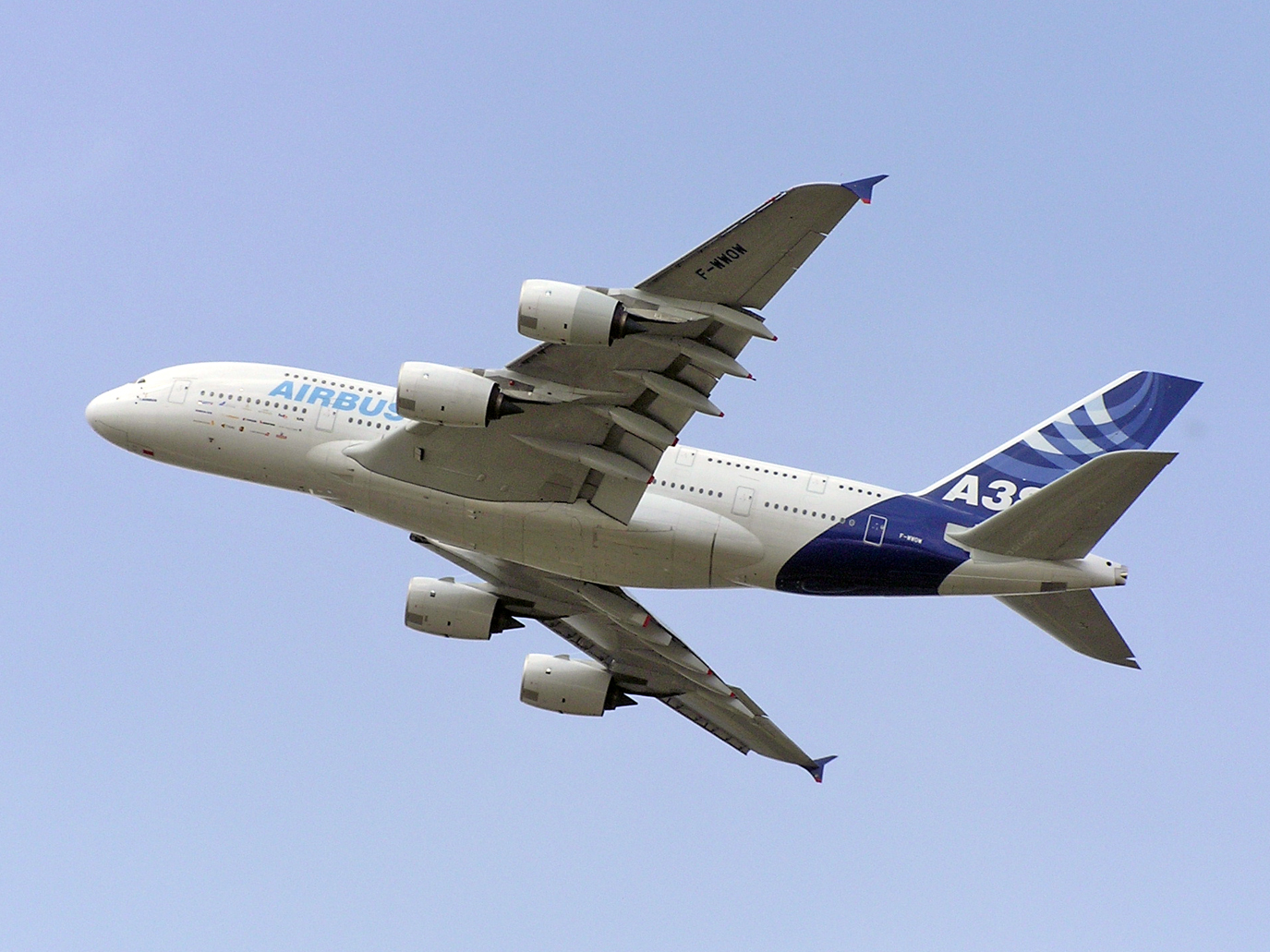
Airbus A380 : configuration d'avion classique
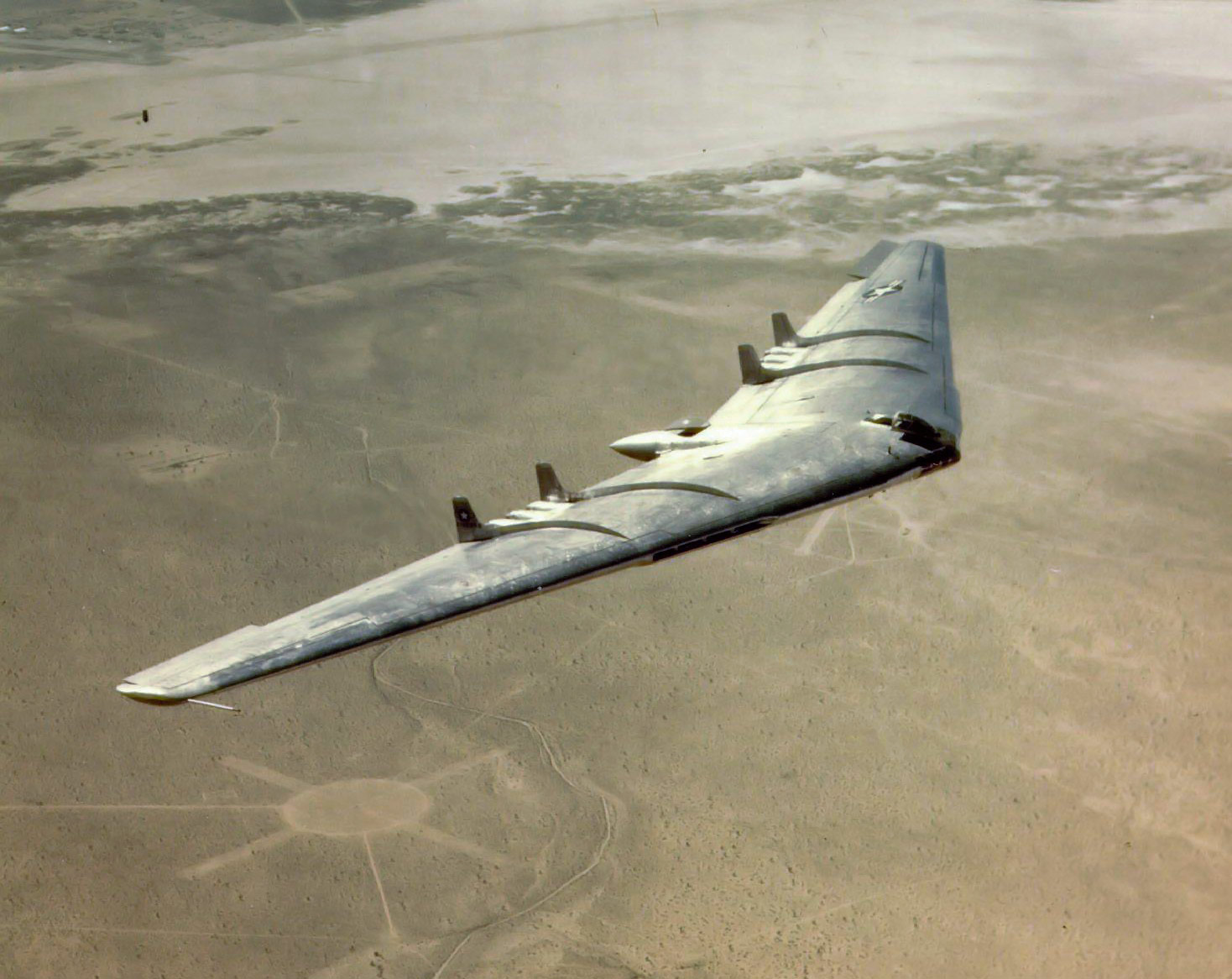
YB-49 : aile volante classique
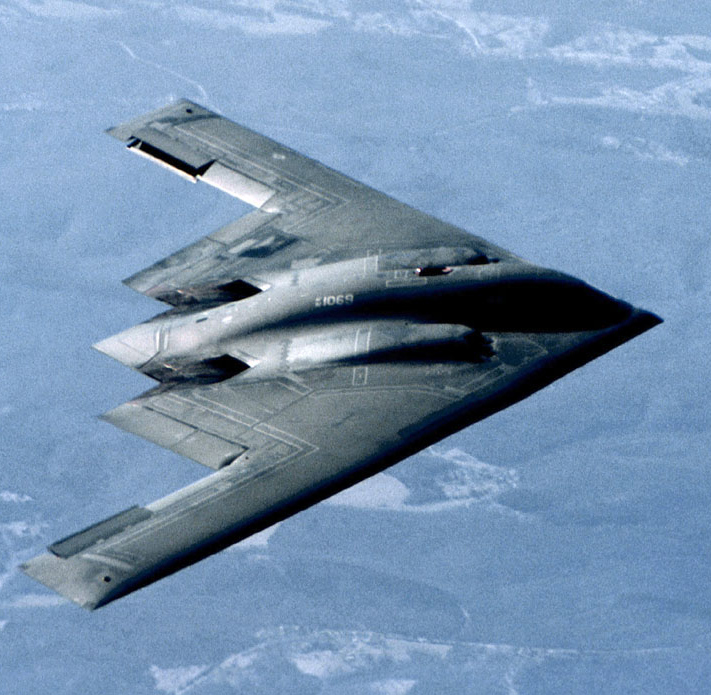
B-2 : configuration intermédiaire
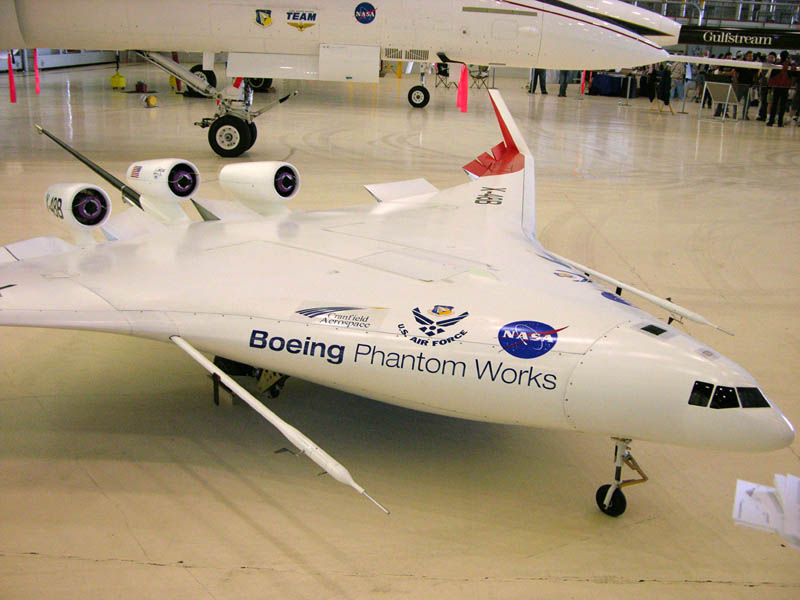
X-48 : fuselage intégré

## Avantages
- Économies de carburant (20 % espérés)
- Réduction du bruit, si les moteurs sont situés au-dessus des ailes
- Augmentation de la capacité d'emport pour un avion commercial (450 à 800 passagers), un avion-cargo ou un avion ravitailleur[2]
- Réduction du poids de la structure

## Inconvénients
- Configuration perturbante pour des passagers :
  - Sièges non plus en rangées, mais dans des sortes d'amphithéâtres dans les ailes.
  - Éloignement des passagers du centre de gravité, ce qui augmente les mouvements subis en cas de roulis et les sensations désagréables.
  - Quasi absence de hublots.
  - Positionnement inhabituel des portes d'évacuation.
- Moindre résistance de la structure à la pressurisation. Une structure circulaire telle que celle des avions classiques offre la meilleure résistance.

Pour ces raisons, il est douteux que cette configuration puisse être utilisée pour des avions commerciaux.